# Manthan
Pour plus de détails, voir Fiche technique et Distribution.
Manthan (littéralement, « Le Barattage ») est un film indien réalisé par Shyam Benegal, sorti en 1976.
Le film raconte la naissance d'une coopérative laitière dans un village indien.

## Synopsis
Le docteur Rao (Girish Karnad), un vétérinaire, vient fonder une coopérative laitière dans un village où les producteurs de lait sont en majorité des dalits (intouchables). Il doit faire face à Mishraji (Amrish Puri), qui achète à bas prix le lait de tous les villageois, mais aussi au chef du village (Kulbhushan Kharbanda) qui souhaite utiliser la coopérative naissante pour renforcer son pouvoir. Rao s'aperçoit vite qu'il a besoin du soutien de la population dalit pour réussir son entreprise. Bindu (Smita Patil), une femme de caractère appartenant à cette communauté, sympathise avec lui et accepte d'y participer, entrainant avec elle les autres femmes. Mais Bhola, dont la forte personnalité fait le leader de la communauté,  reste sur ses gardes. Sa méfiance s'aggrave lorsqu'il découvre qu'un des associés de Rao a une aventure avec une femme de sa caste. Lorsque Rao finit par convaincre Bhola, l'ensemble du village se rallie à sa cause et des élections sont organisées pour désigner le président de la coopérative. Le vainqueur est un dalit. Mais le chef du village n'accepte pas cette remise en cause de son pouvoir. Il trouve un allié en la personne de Mishraji dont l'entreprise est menacée par le développement de la coopérative. Mishraji parvient à convaincre Bindu, en grande difficulté financière, de prétendre que Rao l'a séduite. Rao et son équipe doivent quitter le village, mais la coopérative ne périclite pas pour autant : les producteurs de lait continuent son œuvre.

## Fiche technique
Sauf indication contraire, les informations mentionnées dans cette section peuvent être confirmées par la base de données cinématographiques IMDb,  présente dans la section « Liens externes ».
- Titre original : Manthan
- Réalisation : Shyam Benegal
- Scénario : Shyam Benegal, Verghese Kurien, Vijay Tendulkar
- Dialogues : Kaifi Azmi
- Photographie : Govind Nihalani
- Musique : Vanraj Bhatia
- Chanteurs : Preeti Sagar
- Responsable du dialecte : Chandrakant Thakkar
- Pays d’origine :  Inde
- Langue : hindi
- Durée : 134 min
- Sortie :  Inde 1976

## Distribution
- Girish Karnad : Dr Rao
- Kulbhushan Kharbanda : Sarpanch
- Sadhu Meher
- Anant Nag : Chandravarkar
- Smita Patil : Bindu
- Amrish Puri : Mishraji
- Naseeruddin Shah : Bhola

## Production
Manthan a été financé par un demi million de fermiers du Gujarat membres d'une coopérative laitière, la Gujarat Co-operative Milk Marketing Federation, à raison de deux roupies par fermier et par l'Office national pour le développement des laiteries (NDDB). Ce mode de financement original est le premier exemple de financement participatif dans le cinéma en Inde, et contribue à rendre le film culte.

## Analyse
Manthan cherche à éveiller les conscience des petits producteurs de lait. Dans ce but, il a été projeté en super 8 dans tout le Gujarat. Le titre évoque  le barattage du lait mais aussi celui, métaphorique, des rapports de pouvoir dans une société rurale bouleversée par la création de la coopérative. La fin du film, qui voit le fondateur de la coopérative se retirer et la coopérative survivre sans lui grâce à l'action des petits producteurs, sous-entend que les changements sociaux doivent être le fait des classes opprimées elles-mêmes.
Le film est inspiré par Verghese Kurien, qui a développé la production de lait dans le pays en s'opposant aux multinationales. C'est lui qui a approché Shyam Benegal.